# Backpay-kwestie
De Backpay-kwestie is het na de Tweede Wereldoorlog weigeren van de Nederlandse regering om de achterstallige salarissen en pensioenen van krijgsgevangen Indisch overheidspersoneel uit te betalen. Alle andere geallieerde koloniale overheden deden dat wel. Door deze weigering kwamen veel migranten uit Nederlands-Indië in armoede terecht.
In 2015 kwam er na 70 jaar wachten een akkoord en werd er per persoon 25.000 euro uitgekeerd.

## Bron
1. ↑  'Jij hebt geen land', Lizzy van Leeuwen, De Groene Amsterdammer, 7 oktober 2009
2. ↑  Doorbraak in Indische ‘backpay-kwestie’. veteraneninstituut.nl. veteraneninstituut.nl (4 november 2015). Gearchiveerd op 12 juni 2018. Geraadpleegd op 6 juni 2018.